# جيمس إس. ليفين
جيمس إس. ليفين (بالإنجليزية: James S. Levine)‏ هو مؤلف موسيقى تصويرية وملحن أمريكي، ولد في 1974.

## وصلات خارجية
- الموقع الرسمي
- جيمس إس. ليفين على موقع IMDb (الإنجليزية)
- جيمس إس. ليفين على موقع ميوزك برينز (الإنجليزية)
- جيمس إس. ليفين على موقع قاعدة بيانات الفيلم (الإنجليزية)